# Municipio de Pleasant Hill (Illinois)
El municipio de Pleasant Hill (en inglés: Pleasant Hill Township) es un municipio ubicado en el condado de Pike en el estado estadounidense de Illinois. En el año 2010 tenía una población de 1259 habitantes y una densidad poblacional de 12,93 personas por km².

## Geografía
El municipio de Pleasant Hill se encuentra ubicado en las coordenadas 39°26′24″N 90°51′20″O / 39.44000, -90.85556. Según la Oficina del Censo de los Estados Unidos, el municipio tiene una superficie total de 97.39 km², de la cual 97,27 km² corresponden a tierra firme y (0,12 %) 0,11 km² es agua.

## Demografía
Según el censo de 2010, había 1259 personas residiendo en el municipio de Pleasant Hill. La densidad de población era de 12,93 hab./km². De los 1259 habitantes, el municipio de Pleasant Hill estaba compuesto por el 99,13 % blancos, el 0,24 % eran afroamericanos, el 0,08 % eran de otras razas y el 0,56 % eran de una mezcla de razas. Del total de la población el 1,35 % eran hispanos o latinos de cualquier raza.